# Cullera
Cullera ist eine Stadt im östlichen Teil Spaniens in der Valencianischen Gemeinschaft und der Comarca Ribera Baixa mit 24.181 Einwohnern (Stand: 2024).

## Lage
Sie liegt 38 Kilometer südlich der Stadt Valencia direkt am Mittelmeer.
Cullera bedeckt fast ganz eine ausgedehnte Ebene, deren wichtigste Erhebung der Berg von Cullera mit einer Höhe von 225 Metern ist.
Cullera wird vom Unterlauf des Flusses Júcar bewässert, von dem ein ausgedehntes Netz von Bewässerungskanälen ausgeht, dank welcher das gesamte Gemeindegebiet von einer dichten Gartenlandschaft geprägt wird. Das recht trockene Mittelmeerklima führt zu einer mittleren Jahrestemperatur von über 17 °C.

## Geschichte
Der Berg von Cullera ist seit Urzeiten bevölkert. Seinen Ursprung kann man bis in die Altsteinzeit zurückverfolgen, was vor allem durch die verschiedenen archäologischen Funde bewiesen wird, die im örtlichen prähistorischen und archäologischen Museum La Cueva del Volcán del Faro zu besichtigen sind. Als wichtige Fundstelle aus der römischen Epoche gilt die L’Illeta dels Pensaments.

## Demografie
Die Einwohnerentwicklung von Cullera vollzog sich über viele Jahrzehnte sehr langsam. Auch der in den 1960er-Jahren an der spanischen Mittelmeerküste einsetzende Tourismusboom führte noch nicht zu einer signifikanten Zunahme der Einwohnerzahl. Erst ab den 1970er-Jahren ist ein solcher Anstieg feststellbar, ohne jedoch das Ausmaß anderer Orte an der Mittelmeerküste zu erreichen.
Deutlicher zugenommen hat die Zahl der Haushalte, die sich zwischen 1842 (2.122) und 2011 (9368) vervierfacht hat.
Im Jahr 2022 waren von 22.937 Einwohnern 3.628 (15,8 %) ausländischer Herkunft. Der größte Anteil entfiel dabei auf Rumänen (296), gefolgt von Franzosen (204), Kolumbianern (179) und Ukrainern (145).
| Jahr      | 2021   | 2011   | 2001   | 1991   | 1981   | 1970   | 1960   | 1950   | 1940   | 1930   | 1920   | 1910   | 1900   | 1887   | 1877   | 1857  | 1842  |
| --------- | ------ | ------ | ------ | ------ | ------ | ------ | ------ | ------ | ------ | ------ | ------ | ------ | ------ | ------ | ------ | ----- | ----- |
| Einwohner | 22.724 | 22.692 | 20.379 | 20.121 | 20.342 | 15.810 | 14.367 | 15.024 | 15.299 | 13.244 | 13.331 | 13.553 | 11.957 | 11.753 | 10.972 | 9.814 | 7.821 |
| Haushalte | 9.368  | 9.165  | 7.557  | 6.770  | 6.107  | 4.339  | 3.789  | 4.566  | 3.936  | 3.775  | 3.725  | 3.901  | 3.483  | 3.136  | 2.661  | 2.191 | 2.122 |

## Kultur und Sehenswürdigkeiten

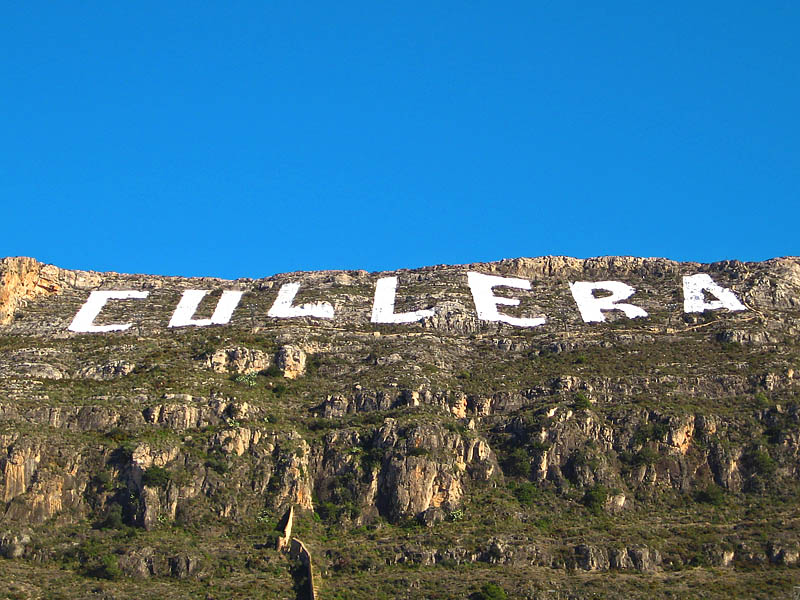
Von weitem sichtbar der Namenszug auf dem Culleraberg

Die über das gesamte Gemeindegebiet von Cullera verstreut liegenden interessanten Bauwerke stellen ein beredtes Zeugnis der reichen Vergangenheit des Ortes schon in prähistorischen Zeiten dar und die vor allem in der Maurenzeit eine Blütezeit erlebte.
- Die Burg von Cullera: Die auf halber Höhe am Berghang in der Nähe der Ortschaft gelegene Burg von Cullera überragt sowohl den alten Teil als auch das moderne Cullera. Ihr Ursprung datiert vor dem 10. Jahrhundert und auf den Ruinen der ersten maurischen Burg ließ der König Jaime I. im 12. Jahrhundert die jetzige Burg bauen, die später von Pedro IV. „dem Zeremoniellen“ erneut restauriert wurde. Während des Unabhängigkeitskriegs war die Burg umkämpft.
- Kirche Santuario de la Virgen del Castillo: Diese zwischen 1891 und 1897 errichtete Patronatskirche wurde im Stil der Neoromanik erbaut. Über ihrer Hauptfassade erhebt sich ein robuster Glockenturm mit einer Kuppel, die mit kupferfarben verglasten Dachziegeln gedeckt ist.
- Turm der Maurenkönigin (Torre de la Reina Mora): Im Stadtviertel Barrio del Pozo liegt am Weg zum Kalvarienberg der Turm der Maurenkönigin als Wehrtor der Burg von Cullera. Dieser Turm wurde im 13. Jahrhundert gebaut und war ein wichtiger Bestandteil der Wehranlage der Burg, in der die so genannte Albacar einen von Mauern und Türmen umgebenen freien Platz darstellte. Im Jahr 1631 wurde in der Ruine des Turms eine der Heiligen Ana gewidmete Kapelle eingerichtet.
- Weg zum Kalvarienberg: Zickzackförmiger Kreuzweg mit den üblichen 14 Gebetsstationen des Leidenswegs Christi. Zu finden von der Straße Calvario hinter dem Gemeindemarkt aus. Führt zur Burg und zum Heiligtum.
- Der Gemeindemarkt: Zu Füßen der ersten Steigung der Straße zum Kalvarienberg liegt der Gemeindemarkt, auf dem jeden Donnerstag der typische Wochenmarkt (Mercadillo) stattfindet.
- Pfarrkirche der Heiligen Johannesse (Iglesia de los Santos Juanes): Der Ursprung dieser Kirche aus dem 13. und 14. Jahrhundert war gotisch. Die heutige einschiffige Kirche im neuklassischen Stil stammt aus dem 17. Jahrhundert.
- Rathaus: Das Ca la Vila stammt aus dem Jahr 1781 und liegt am spanischen Platz mitten im historischen Zentrum und wurde von Karl III. gebaut.
- Haus der Lehre (Casa de la Enseñanza): Ehemaliges pädagogisches Zentrum aus dem Jahr 1793, das von Karl IV. errichtet wurde und eine der ersten öffentlichen Schulen von Spanien war.
- Turm Torre del Marenyet: Während der Herrschaftszeit von Philipp II. wurde am rechten Ufer des Júcar ganz in der Nähe der damaligen Flussmündung wegen die Piratenangriffe auf Cullera im 16. Jahrhundert ein massiver Rundturm erbaut, um als Aussichts- und Verteidigungsturm zu dienen.
- Die Kapellen: Cullera rühmt sich einer Sammlung von Ermita-Kapellen auf dem Gemeindegebiet. Das sind die Ermita de Santa Ana, die Kapelle der Steinheiligen Abdón und Senen, die Ermita der Santa Marta, die des Sant Llorenç, die der Navarros und die von San Vicente Ferrer.

## Museen
- Geschichts- und Archäologiemuseum
- Das Fallas Museum (Thematisches Museum)
- Das Reismuseum (Thematisches Museum)
- Torre del Marenyet (Museumsturm)
- Turm der Maurenkönigin (Museumsturm)
- Das Dragut-Höhlenmuseum

## Strände

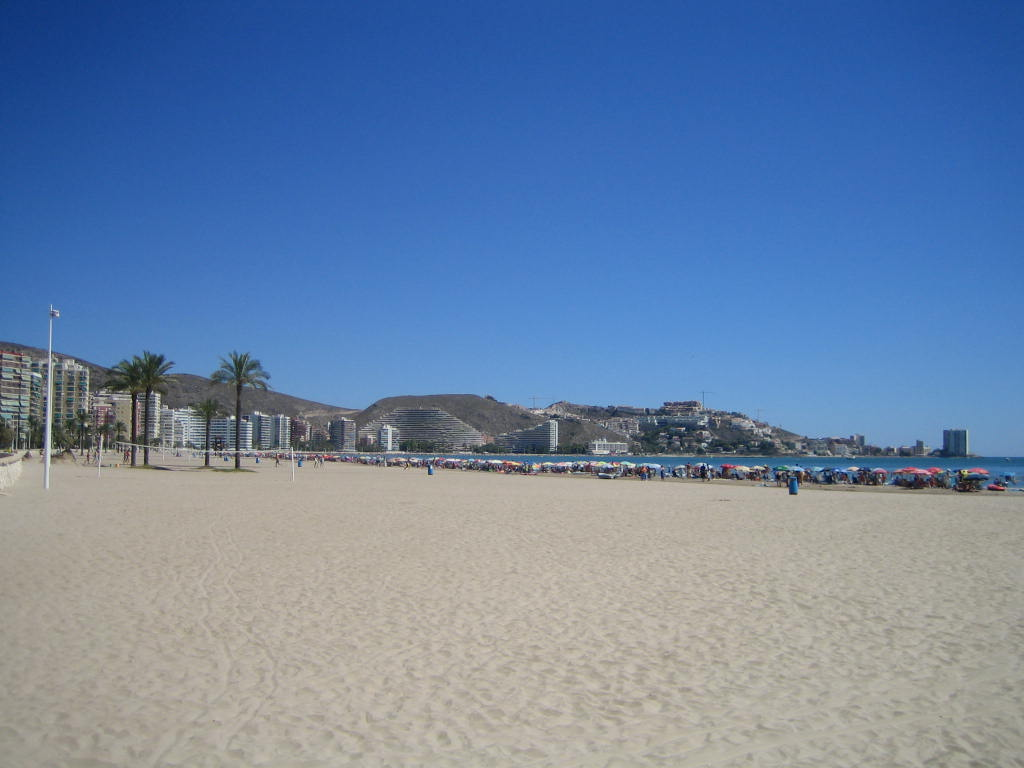
Strand in Cullera

Cullera verfügt über 15 Kilometer Strände und Steilküste, darunter einen FKK-Strand, einen Dünenstrand und zwei behindertengerechte Strände.

## Feste
- Fest des Heiligen Antonio Abad: 17. Januar
- Fallas: Vom 16. (La Plantà) bis 19. (La Cremà) März
- Großes Stadtfest zu Ehren der Madonna der Burg von Cullera: Vom Samstag nach Ostern bis zum Sonntag der folgenden Woche
- Bierfest: Erste Julihälfte
- Wallfahrt zur Einsiedelei Ermita dels Sants de la Pedra: Ende Juli
- Tag der Valencianischen Gemeinschaft: 9. Oktober

## Verkehr
Die Autobahn AP-7 (Ausfahrt Favara-59) verbindet Cullera mit Valencia, Alicante und Barcelona. Die N-332 führt zu allen Küstenorten bis in den Süden der Region Comunidad Valenciana.
Über die Bundesstraße Nazaret-Oliva, nördlicher Teil, (CV 502) ist Valencia entlang der Küste zu erreichen.
Nach Madrid gelangt man über die A-3. Der Flughafen von Valencia (Manises) ist 40 km von Cullera entfernt.
Der Flughafen von Alicante (El Altet) ist 150 km entfernt. Alle 30 Minuten fährt das spanische S-Bahn-System namens Cercanías nach Valencia und Gandia. Es bestehen regelmäßige Busverbindungen nach Madrid, Valencia, Santander, Logroño, Bilbao und benachbarte Orte.

## Partnerstädte
- Le Bourget, Île-de-France (Frankreich)
- Ouroux-en-Morvan, Bourgogne-Franche-Comté (Frankreich)
- Jever, Niedersachsen (Deutschland)
- Syktywkar, Nordwestrussland (Russland)

## Persönlichkeiten
- Juan Piris Frígola (* 1939), römisch-katholischer Geistlicher, Bischof von Menorca (2001–2008) und Lleida (2008–2015)
- Pau Quesada (* 1992), Fußballtrainer
- Juan Bernat (* 1993), Fußballspieler